# Gentianopsis lutea
Gentianopsis lutea là một loài thực vật có hoa trong họ Long đởm. Loài này được (Burkill) Ma mô tả khoa học đầu tiên năm 1951.